# Bonamia
Bonamia är ett släkte av vindeväxter. Bonamia ingår i familjen vindeväxter.

## Bildgalleri

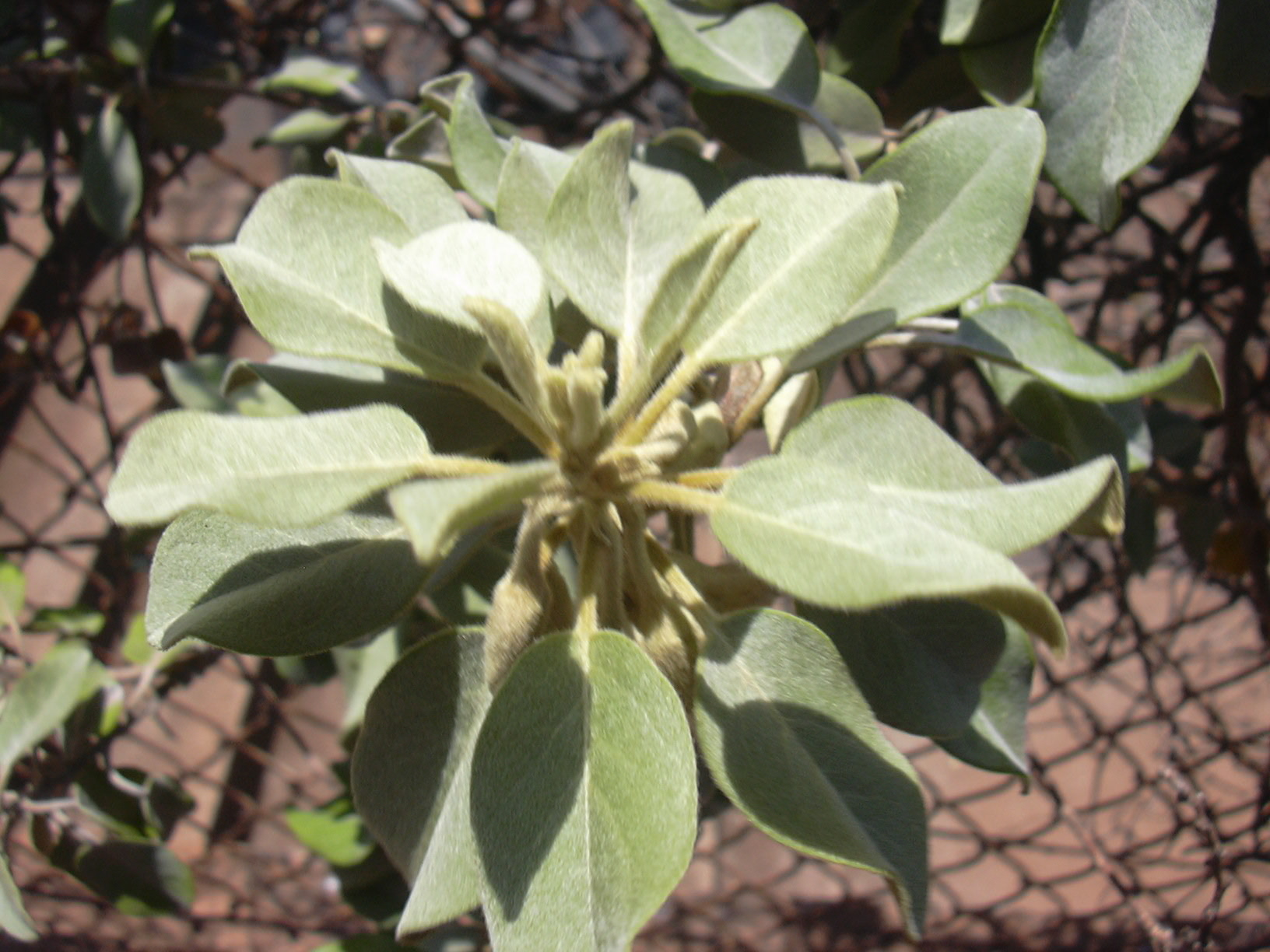
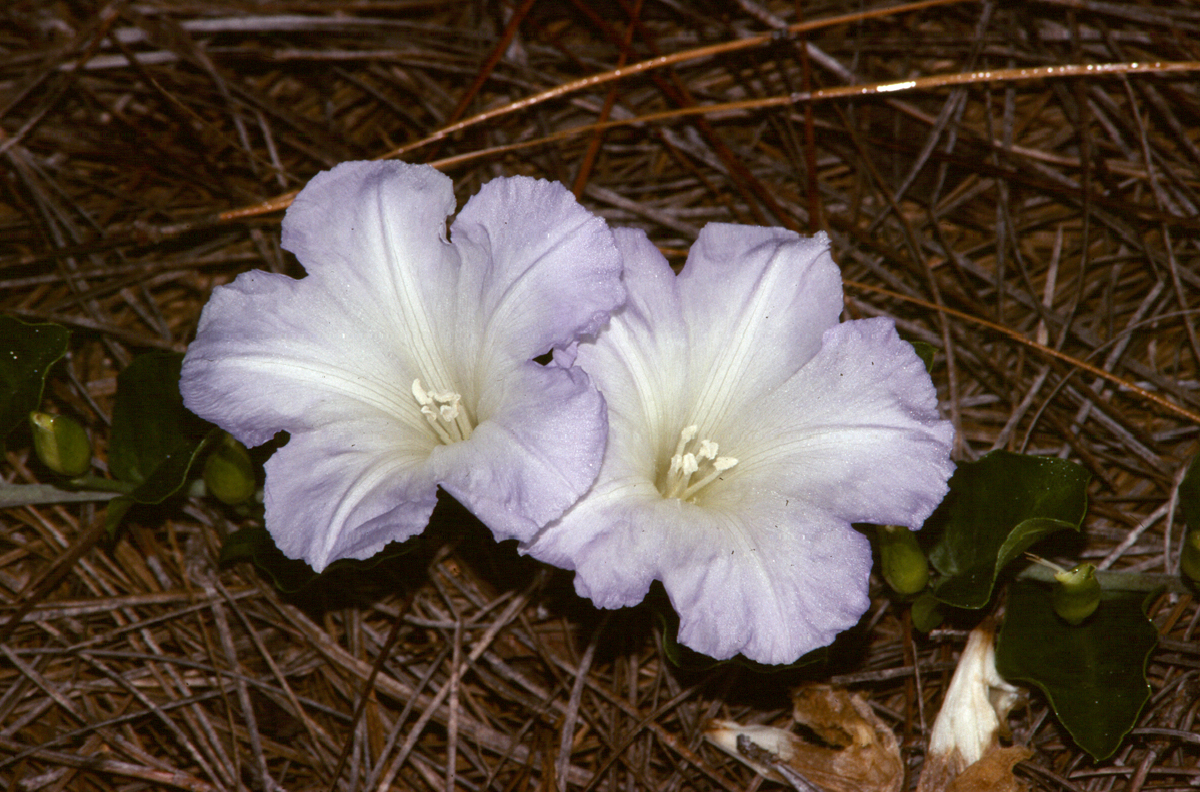

## Dottertaxa tillBonamia, i alfabetisk ordning[1]
- Bonamia agrostopolis
- Bonamia alatisemina
- Bonamia alternifolia
- Bonamia ankaranensis
- Bonamia apikiensis
- Bonamia apurensis
- Bonamia balansae
- Bonamia boivinii
- Bonamia boliviana
- Bonamia brevifolia
- Bonamia burchellii
- Bonamia deserticola
- Bonamia dietrichiana
- Bonamia douglasii
- Bonamia elegans
- Bonamia elliptica
- Bonamia erecta
- Bonamia ferruginea
- Bonamia gabonensis
- Bonamia grandiflora
- Bonamia holtii
- Bonamia jiviorum
- Bonamia kuhlmannii
- Bonamia langsdorffii
- Bonamia leonii
- Bonamia linearis
- Bonamia longitubulosa
- Bonamia maripoides
- Bonamia media
- Bonamia menziesii
- Bonamia mexicana
- Bonamia mossambicensis
- Bonamia multicaulis
- Bonamia nzabii
- Bonamia oblongifolia
- Bonamia ovalifolia
- Bonamia pannosa
- Bonamia peruviana
- Bonamia repens
- Bonamia rosea
- Bonamia sedderoides
- Bonamia semidigyna
- Bonamia sericea
- Bonamia spectabilis
- Bonamia sphaerocephala
- Bonamia subsessilis
- Bonamia sulphurea
- Bonamia thunbergiana
- Bonamia tomentosa
- Bonamia trichantha
- Bonamia tsivory
- Bonamia umbellata
- Bonamia velutina